# Prionyx pseudostriatus
Prionyx pseudostriatus là một loài côn trùng cánh màng trong họ Sphecidae, thuộc chi Prionyx. Loài này được Giner Mar� miêu tả khoa học đầu tiên năm 1944.